# 謝易霖
謝易霖，為臺灣影視工作者，出生於台北。早年以電視廣告美術製作為主，2002年參與台灣及南韓合作的電視劇《戀香》擔任美術指導並入圍電視金鐘獎。之後進入三立電視任職節目部藝術指導，並參與製作《命中注定我愛你》、《敗犬女王》、《下一站，幸福》、《犀利人妻》等。2009年指導三立電視美術團隊獲得金鐘獎《敗犬女王》視覺包裝獎，2012年轉進壹電視擔任藝術總監一職，目前為自由的影像美術工作者。

## 作品

### 電影
- 2012年 犀利人妻最終回：幸福男·不難

### 電視劇
- 2002年 戀香
- 2005年 海豚愛上貓
- 2005年 我只在乎你 (電視劇)
- 2006年 東方茱麗葉
- 2007年 放羊的星星
- 2007年 櫻野三加一
- 2007年 鬥牛，要不要
- 2008年 命中注定我愛你
- 2008年 無敵珊寶妹
- 2009年 波麗士大人
- 2009年 敗犬女王
- 2009年 福氣又安康
- 2009年 下一站，幸福 (電視劇)
- 2010年 犀利人妻
- 2010年 第二回合我愛你
- 2011年 幸福蒲公英
- 2013年 惡男日記
- 2014年 神仙·老師·狗
- 2015年 千金女賊[2]
- 2016年 來自未來的史密特
- 2016年 我喜歡你，你知道嗎？
- 2018年 幸福一家人[3]
- 2019年 暗黑者
- 2020年 墜愛

## 外部連結
- 謝易霖在互联网电影资料库（IMDb）上的資料（英文）